# Kanton Najac
Najac is een voormalig kanton van het Franse departement Aveyron. Het kanton maakte deel uit van het arrondissement Villefranche-de-Rouergue. Bij toepassing van het decreet van 21 februari 2014 fuseerde het op 22 maart 2015 met het kanton Rieupeyroux en de gemeente Morlhon-le-Haut van hetzelfde arrondissement en het kanton La Salvetat-Peyralès van het arrondissement Rodez tot het nieuwe kanton Aveyron et Tarn.

## Gemeenten
Het kanton Najac omvatte de volgende gemeenten:
- Bor-et-Bar
- La Fouillade
- Lunac
- Monteils
- Najac (hoofdplaats)
- Saint-André-de-Najac
- Sanvensa